# Carl Larsson
Carl Larsson (n. 28 mai 1853, Stockholm – d. 22 ianuarie 1919, Falun) a fost un pictor suedez.
Picturile, acuarelele și desenele sale prezintă de obicei secvențe din viața familiei pictorului care avea 8 copii. În operele  sale apare frecvent locuința din Sundborn, soția sa Karin cu copiii. Pictorul împreună cu soția lui sunt considerați  în Suedia, întemeietorii locuințelor în culori pastel, cu ferestre mari luminoase. Casa lor este azi un muzeu.  În Germania Larsson devine cunoscut în 1909 prin cartea „Casa de sub soare".

## Copilărie
Carl Olof Larsson s-a născut într-o familie săracă (n. 28 mai 1853), care locuia în Stockholm, pe Prästgatan(strada preotului) 78 în Cartierul Vechi.  
În timpul copilăriei, familia a locuit în Ladugårdslandet, un cartier al Stockholmului. Când avea 13 ani, profesorul său l-a remarcat și l-a îndrumat să se înscrie la Academia de Arte Frumoase, acolo a studiat între anii 1869-1876.  
În timpul studiilor a fost constrâns, datorită situației materiale precare a familiei, să lucreze în același timp ca să se poată întrețină. A lucrat printre altele că retusist alături de un fotograf. 
Între anii 1872-1876 a lucrat ca grafician pentru revista de benzi desenate Kasper. În anul 1876 a fost distins cu Medalia Insulei pentru pictură "Pietrele Mari eliberează regina Kristina din captivitate". În același timp el a colaborat cu H.C.Andersens ca grafician al povestirilor sale între anii 1875-1876 și cu poeta Anna Maria Lenngrens în ilustrarea poeziilor acesteia. A mai colaborat ca grafician pentru ilustrarea poeziile lui Elias Sehlstedts în anul 1893(acesta a fost un poet suedez din Stockholm) și cu Viktor Rydbergs ( 1828-1895, scriitor suedez născut în Jönköping)pentru ilustrarea romanului Singoalla, în anul 1894. 
În anul 1877 Carl Larsson s-a mutat la Paris. În timpul trăit la Paris a cunoscut sărăcia extremă. Dezamăgit, s-a întors la Stockholm, unde următorii 2 ani a lucrat tot ca grafician. În anul 1880 se decide să meargă pentru a două oară la Paris și începe să picteze. În anul 1881 primește o scrisoare de la Scholander profesorul său de artă, care îl sfătuiește să facă ceva cu excentricitatea sa și să fie mai original. Acest sfat îi prinde bine și îl încurajează să picteze. În anul 1882 el găsește în apropierea Parisului un mic atelier, unde poate picta. Acest mic atelier situat în Grez-sur-Loing în apropierea Fontainebleau, a devenit reședința sa și a început să picteze.

## Despre viața în Grez-sur-Loing și căsătoria lui Larsson
Grez a fost ca o mică idilă pentru Larsson. Aici pictorul putea găsi ușor motive pentru tablourile sale: grădini, copaci tineri,flori și plante, case vechi și debarcadere, orașe cu terase și jardiniere, un fluviu cu mici cascade, bătrâni în saboți și fete bronzate. Această lumină difuză din nordul Franței i s-a potrivit cu ușurință lui Larsson. Tratată cu eleganță și adăugând o notă personală picturilor sale, această particularitate a sa a atras imediat atenția observatorilor francezi. 
Larsson s-a căsătorit în 1883 cu pictorița Karin Bergöo. În următorele sale picturi el utilizează portretul soției în tablourile: "Soția" (1883), "Idila din atelier" și "Mica Suzanne" (1885). În anul 1883 el participă la un concurs cu tabloul "Soția" și câștigă premiul trei. 
În Suedia a locuit temporar între anii 1885-1888 și a descris în tablourile sale viața din sudul Stockholmului, a făcut studii în natură, și-a petrecut timpul în lumina nordului alături de flori și pomi fructiferi. A pictat fete tinere îmbrăcate în alb și peisaje de iarnă. 
În anul 1886 el a acceptat funcția de șef al Muzeului de Artă Gothenburg, post pe care l-a deținut pană în 1891. Acum avea el o bogată experiență ca grafician, pictor în acuarelă și ulei. Larsson și-a îmbogățit experiența sa de pictor studiind în continuare sculpturile din lemn masiv din Evul Mediu. Cartea sa preferată descria mitologia și era plină cu statui ale zeilor și zeițelor în stil baroc. Arta pitorească a fost pentru el o atracție irezistibilă. 
1. ↑  Sundborns kyrkoarkiv, Dalarnas län, Död- och begravningsböcker, SE/ULA/11487/F/7 (1895-1931), bildid: 00192290_00099, sida 96 (în suedeză), church death record[*], accesat în 1 decembrie 2020
2. 1 2  Carl O Larsson (în suedeză), Svenskt biografiskt lexikon
3. ↑  LIBRIS, 13 martie 2018, accesat în 24 august 2018
4. ↑  KulturNav, 12 februarie 2016, accesat în 27 februarie 2016
5. 1 2 3 4   http://www.carllarsson.se/en/carl-and-karin/carl/ Lipsește sau este vid: |title= (ajutor)
6. ↑  Autoritatea BnF, accesat în 10 octombrie 2015
7. ↑  Benezit Dictionary of Artists, accesat în 3 octombrie 2017
8. 1 2 3   https://eclecticlight.co/2019/01/15/carl-larsson-1-finding-the-idyllic-family/ Lipsește sau este vid: |title= (ajutor)